# Haas F1 Team
La Haas F1 Team è una scuderia statunitense di Formula 1 con sede a Banbury, nel Regno Unito, di proprietà della Haas Automation. Dal 2023 viene iscritta al campionato mondiale di Formula 1 con il nome di MoneyGram Haas F1 Team, per motivi di sponsorizzazione.
La città britannica rappresenta una sede distaccata del team, in precedenza appartenuta alla Marussia, come appoggio per le gare europee del campionato.
Fondata da Gene Haas, già cofondatore della scuderia del campionato NASCAR Stewart-Haas Racing, anch'essa con sede a Kannapolis, fa il suo debutto nel campionato mondiale di Formula 1 2016. Prima dell'esordio era nota anche con i nomi "Haas Formula" e "Haas Racing Developments".

## Storia
La Haas è la prima scuderia statunitense a partecipare al campionato mondiale di Formula 1 dal 1986, ultima stagione in cui aveva corso la Lola; un tentativo di portare una scuderia americana in Formula 1 era stato tentato da altri investitori anche tra il 2009 e il 2010, con il Team US F1 che non riuscì a partecipare al campionato del 2010, al quale si era iscritto.
Il progetto della scuderia Haas inizia a concretizzarsi nel dicembre 2013, quando all'appello della FIA per la formulazione di richieste di partecipazione al campionato mondiale da parte di nuovi soggetti, risponde anche Gene Haas, tentando di iscrivere la Haas Racing Developments, che in seguito assumerà il nome attuale. In seguito la FIA conferma la partecipazione della scuderia Haas al campionato del 2015. Nei mesi successivi, tuttavia, la scuderia sceglie di rimandare il debutto alla stagione successiva, programmando il debutto su pista della prima vettura ai test pre-stagionali del campionato del 2016.
Nei primi mesi del 2014, la scuderia aveva stretto un accordo con la Dallara per la produzione dei telai, mentre nel mese di settembre dello stesso anno è stato annunciato un accordo pluriennale con la Ferrari per la fornitura dei motori.
Il 29 settembre 2015 Romain Grosjean è stato annunciato come primo pilota titolare. Il seguente 30 ottobre Esteban Gutiérrez è stato annunciato come secondo pilota.
Lo sviluppo della prima monoposto, la Haas VF-16, è stato guidato da Rob Taylor, in precedenza capo progettista anche di Red Bull e Jaguar; Günther Steiner ricopre invece il ruolo di team principal. Il telaio è stato costruito dall'azienda italiana Dallara, mentre i motori e i componenti della power unit sono forniti dalla Ferrari.

### Collaborazione con Ferrari (2016-oggi)

#### 2016

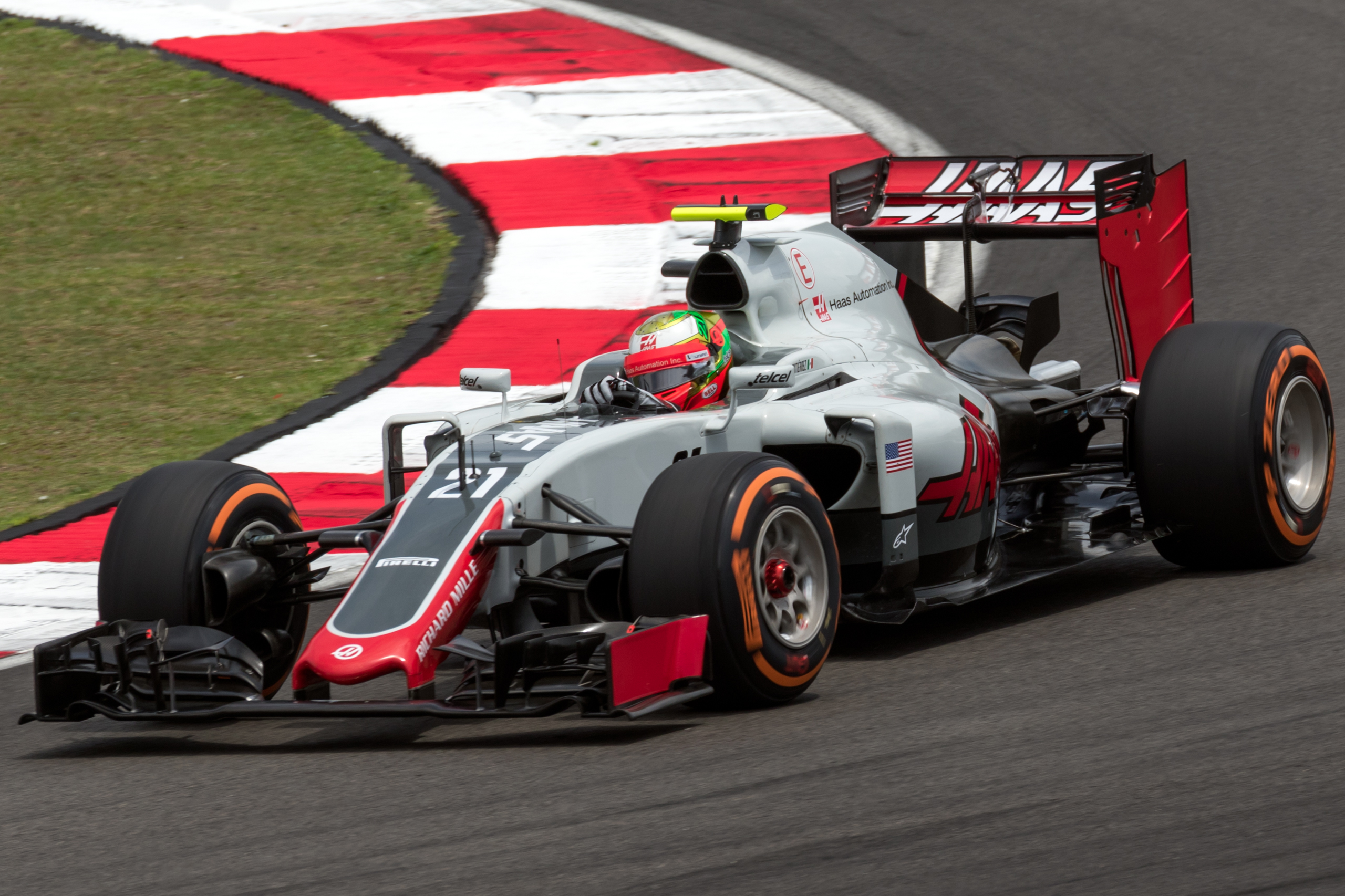
Gutiérrez in Malesia nel 2016

Al debutto in F1, nel primo Gran Premio della stagione 2016, in Australia, conquista i primi punti della sua storia, con Romain Grosjean che arriva sesto, mentre Esteban Gutiérrez è costretto al ritiro dopo un incidente con il pilota spagnolo Fernando Alonso, della McLaren. In Bahrein Grosjean si classifica quinto, e Gutiérrez si ritira ancora. Il Gran Premio di Cina è stato concluso senza punti, mentre in Russia Grosjean arriva ottavo. Nei successivi gran premi la Scuderia non raccoglie punti. In Austria Grosjean è settimo, mentre Gutiérrez undicesimo. Nella corsa di casa, il Gran Premio degli Stati Uniti, Grosjean interrompe un digiuno lungo otto gare, portando un punto col decimo posto, mentre Gutiérrez si ritira. Nel Gran Premio del Brasile, Romain Grosjean si qualifica settimo, miglior risultato dell'anno, mentre in gara, durante il giro di schieramento, va a sbattere contro il muro a causa dell'aquaplaning ed è costretto al ritiro. Il compagno di squadra Esteban Gutiérrez si qualifica in dodicesima posizione, ma si ritirerà durante gli ultimi giri di gara. Nell'ultimo Gran Premio della stagione ad Abu Dhabi, le due vetture statunitensi di Grosjean e Gutiérrez finiscono rispettivamente undicesima e dodicesima.
La prima stagione della scuderia Haas in Formula 1 la vede posizionarsi in ottava posizione nella classifica costruttori con 29 punti.

#### 2017
Il 2017 vede un cambio nella formazione dei piloti, con il danese Kevin Magnussen, proveniente dalla Renault, che prende il posto di Gutiérrez, al fianco del confermato Grosjean. Mentre le prestazioni del francese rimangono praticamente in linea con quelle del 2016, è proprio il pilota danese a far compiere il salto di qualità alla scuderia americana, ottenendo 19 punti contro gli 0 del messicano. Ciò però non basta alla Haas per scalare posizioni in classifica.
La seconda stagione in Formula 1 la vede quindi confermarsi in ottava posizione nei costruttori con 47 punti, ben 18 in più rispetto al 2016 (e con una gara in meno in calendario).

#### 2018
Nella stagione 2018 la scuderia statunitense conferma entrambi i piloti. Sin dalle prime gare pare evidente la crescita di competitività delle vetture statunitensi, anche se per le prime otto gare sarà solo Kevin Magnussen a portare punti alla scuderia. Proprio al nono Gran Premio in Austria, il team ottiene il miglior risultato stagionale, con i primi punti conquistati da Romain Grosjean che chiude addirittura al quarto posto, seguito da Magnussen al quinto. Per un certo periodo la squadra ha anche accarezzato il sogno di poter strappare il quarto posto nei costruttori alla Renault, ma le migliori prestazioni del team transalpino, unite a delle squalifiche che hanno colpito entrambi i piloti della Haas (non senza alcuni strascichi polemici), ne hanno rallentato il cammino.
La terza stagione della Haas in Formula 1 la vede ottenere il miglior risultato di sempre della sua ancor breve storia, posizionandosi in quinta posizione nei costruttori con ben 93 punti. Inoltre il danese Magnussen riesce a togliersi anche la soddisfazione del giro più veloce in gara nel Gran Premio di Singapore, il primo ottenuto dalla scuderia americana nella categoria.

#### 2019

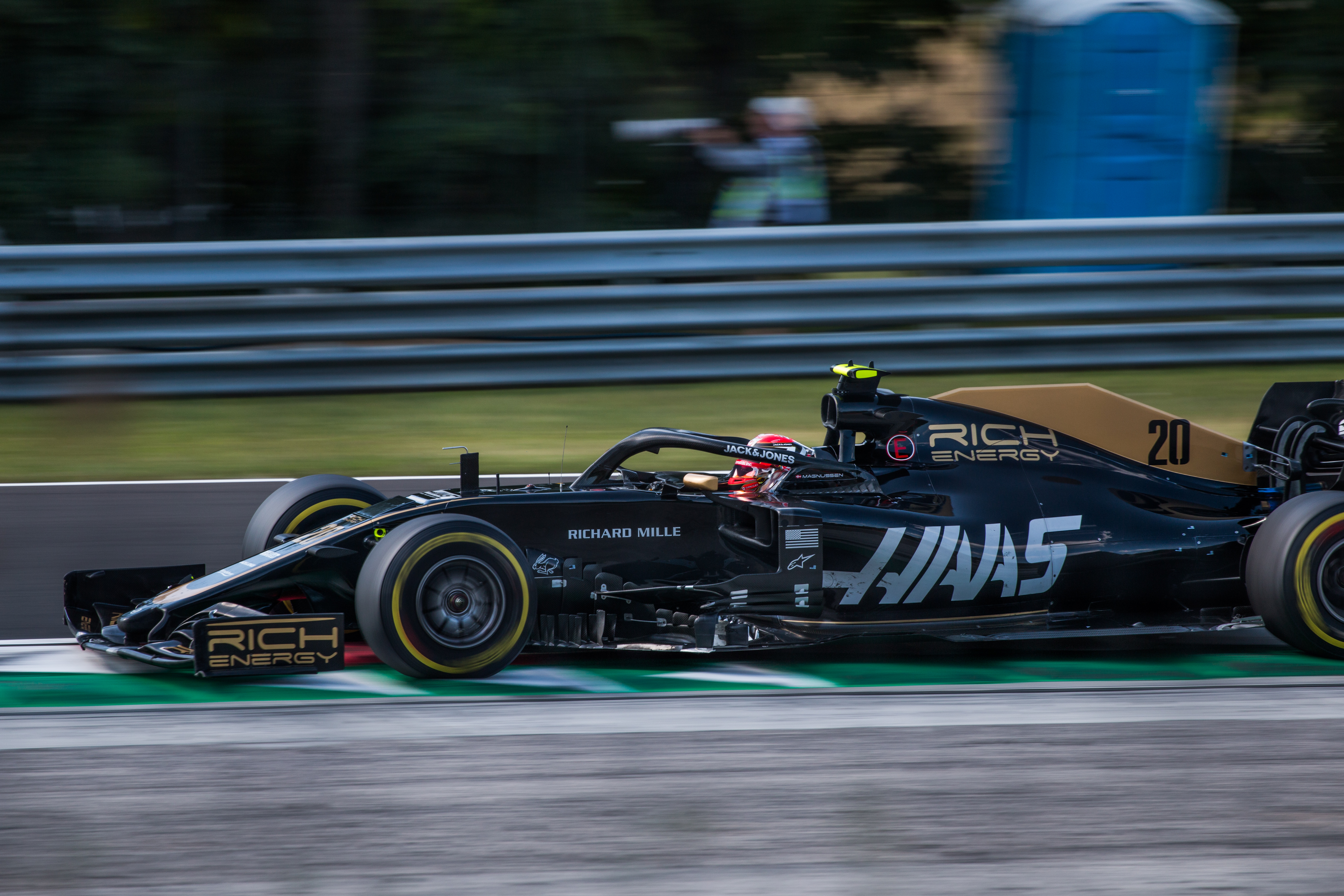
Magnussen in Ungheria nel 2019

La stagione 2019 vede la scuderia statunitense confermare la formazione dei piloti per il terzo anno consecutivo. Inoltre viene annunciata la collaborazione con il title sponsor Rich Energy, che conferisce alle vetture una nuova livrea nera e oro e la denominazione ufficiale di Rich Energy Haas F1 Team. Il primo Gran Premio stagionale vede Kevin Magnussen tagliare il traguardo in sesta posizione, mentre Romain Grosjean è costretto al ritiro a causa di una ruota fissata male. Nel prosieguo della stagione i risultati sono inferiori alle attese, tant'è che nella prima parte del campionato arrivano solo pochi altri piazzamenti a punti.
Il 9 settembre il team americano comunica sul proprio sito e sui propri social la conclusione della sponsorizzazione da parte di Rich Energy con effetto immediato.
Dopo la pausa estiva le cose peggiorano ulteriormente, e la scuderia riesce ad arrivare in zona punti soltanto in un'occasione, con Magnussen in Russia. Lo stesso pilota danese, come già successo nel 2018, coglie il giro più veloce in gara nel Gran Premio di Singapore, il secondo nella storia del team.
La quarta stagione della Haas in Formula 1 la vede scivolare in nona posizione nel mondiale costruttori con appena 28 punti. A solo un anno dalla sua miglior stagione, la squadra americana è protagonista di un campionato molto al di sotto delle aspettative.

#### 2020

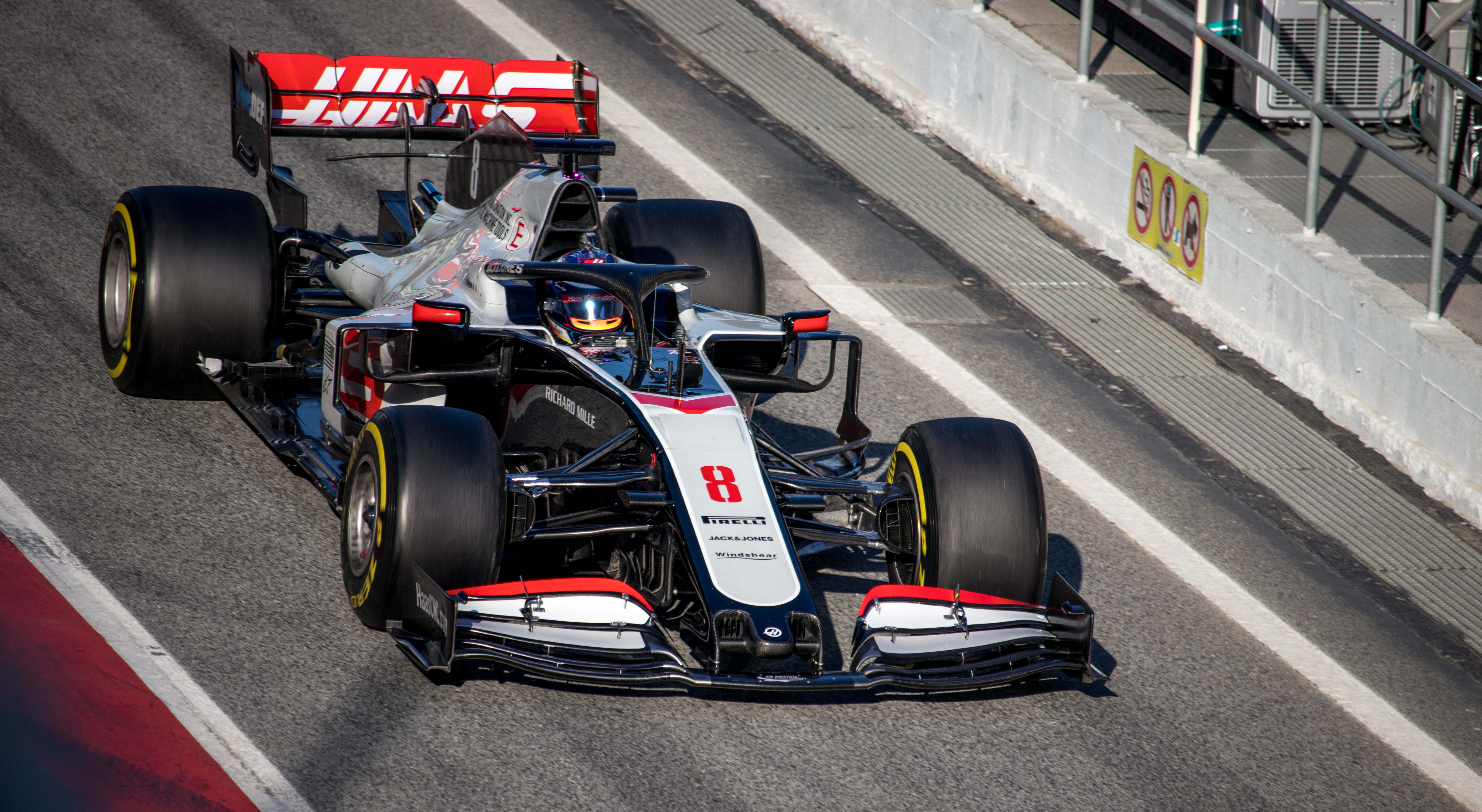
Grosjean durante i test prestagionali 2020.

La stagione 2020 inizia con una nuova livrea sulla Haas VF-20, dettata dal termine della partnership con Rich Energy, che nella prima parte della scorso campionato aveva donato alla VF-19 una livrea nera e oro: la scuderia americana torna ai colori che la contraddistinsero sin dalla prima stagione in F1, ovvero il bianco, il rosso e il nero. Confermata ancora una volta la formazione Grosjean-Magnussen, nonostante il 2019 poco produttivo. La stagione inizia in salita per la scuderia, con un netto calo di prestazioni rispetto agli anni precedenti. Il primo piazzamento a punti arriva alla terza gara stagionale, con un nono posto ottenuto da Magnussen, diventato poi decimo a causa di una penalità. Per rivedere una Haas in zona punti si deve attendere fino al Gran Premio dell'Eifel, nel quale Grosjean taglia il traguardo in nona posizione, conquistando i suoi primi punti in campionato.
Il 22 ottobre entrambi i piloti annunciano il loro addio alla scuderia al termine della stagione.
Tuttavia la stagione di Grosjean finisce in anticipo, in quanto nel corso del primo giro del Gran Premio del Bahrein, il francese rimane vittima di uno spaventoso incidente: la sua Haas esce di pista alla velocità di 241 km/h e, impattando contro le barriere, si spezza in due e prende fuoco; il pilota riesce a uscire da solo dall'abitacolo avvolto dalle fiamme e viene trasportato per accertamenti in ospedale, dove gli vengono riscontrate solo delle lievi ustioni alle mani e alle caviglie, dopo che in un primo momento si era sospettato anche della frattura di alcune costole. Nel successivo Gran Premio di Sakhir di una settimana dopo viene sostituito dal pilota di riserva Pietro Fittipaldi, che fa così il suo esordio nella massima categoria. La scuderia conferma il pilota brasiliano anche per il successivo Gran Premio di Abu Dhabi, gara conclusiva della stagione.
La quinta stagione della Haas in Formula 1 la vede confermarsi in nona posizione nel mondiale costruttori con soli 3 punti.

#### 2021

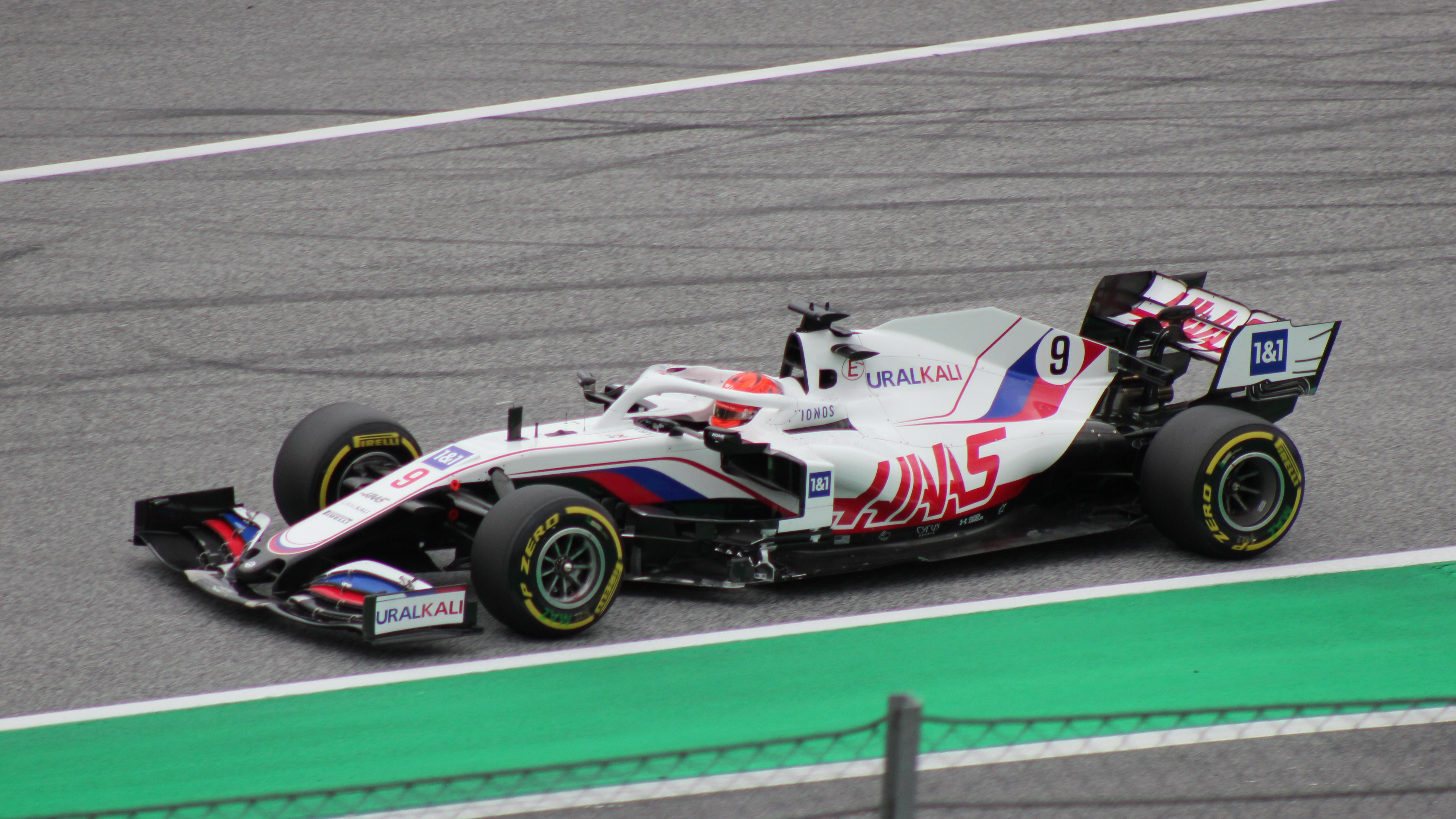
Mazepin in Austria nel 2021

La stagione 2021 vede dunque il rinnovamento radicale della formazione dei piloti, con il russo Nikita Mazepin (costretto a correre da atleta neutrale utilizzando la designazione RAF (Russian Automobile Federation) per rispettare le restrizioni imposte dal TAS di Losanna dopo la sentenza sul doping di Stato che ha coinvolto l'agenzia antidoping russa), scelto grazie al supporto dei suoi sponsor, e il pilota tedesco della Ferrari Driver Academy Mick Schumacher, vincitore del campionato di Formula 2, che subentrano al francese Romain Grosjean e al danese Kevin Magnussen. La livrea della VF-21, con chiari riferimenti alla bandiera russa, è stata presentata il 4 marzo insieme al nuovo title sponsor minerario russo Uralkali, legato al magnate Dmitry Mazepin, padre del pilota Nikita. La scuderia viene ufficialmente rinominata in Uralkali Haas F1 Team. La stagione si rivela ancora più difficile della precedente, con i due piloti spesso relegati nelle ultime posizioni della classifica. A poche ore dall'inizio dell'ultima gara stagionale, il Gran Premio di Abu Dhabi, Mazepin risulta positivo al SARS-CoV-2. Poiché il pilota di riserva non prende parte a nessuna sessione di prove, i commissari lo ritengono non idoneo per sostituire il russo, così che la scuderia schiera il solo Schumacher in griglia.
La sesta stagione della Haas in Formula 1 si rivela la peggiore in assoluto, con 0 punti totalizzati e il decimo e ultimo posto nel mondiale costruttori.

#### 2022

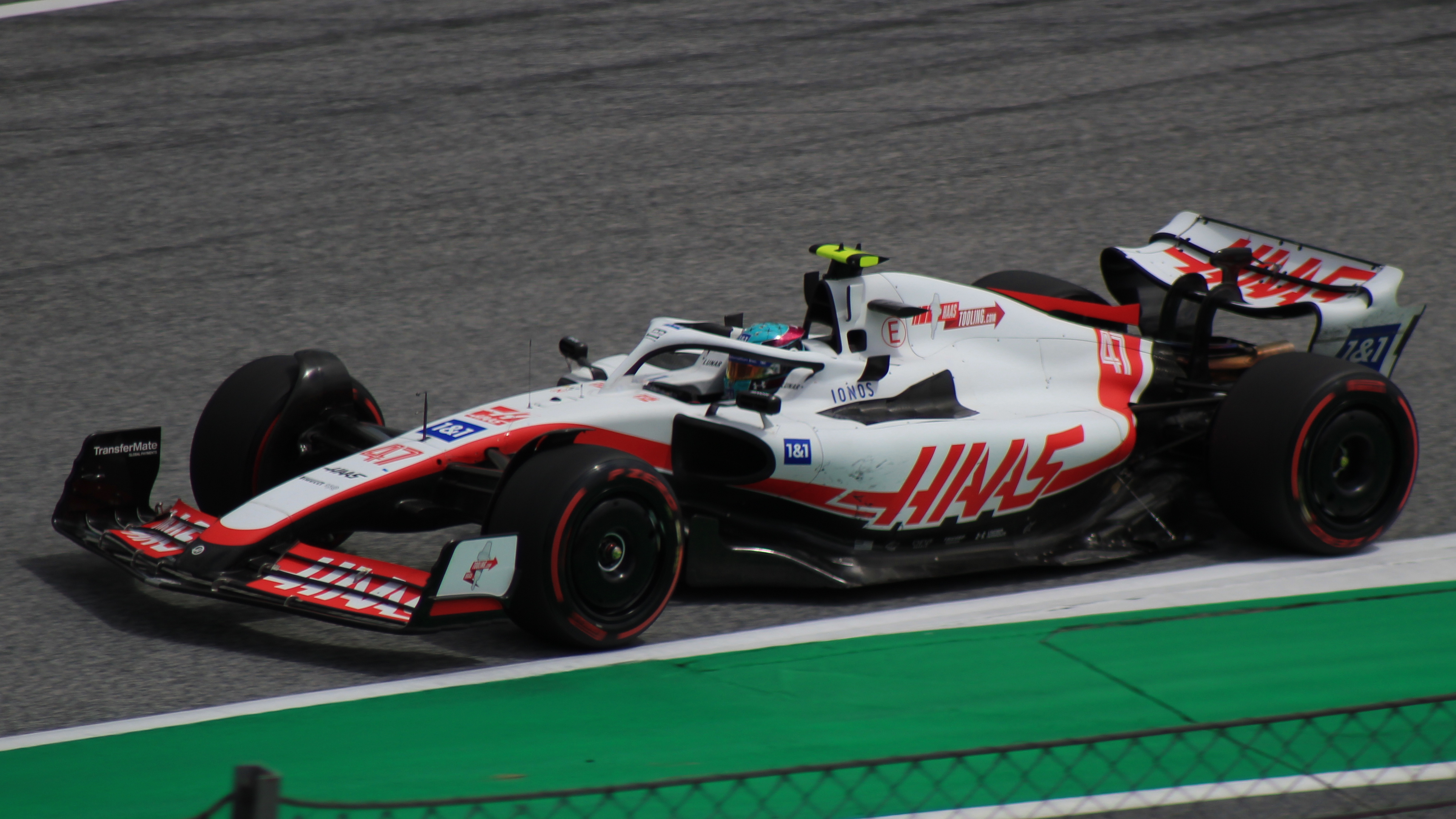
Mick Schumacher in Austria nel 2022

Nella stagione 2022 la formazione dei piloti, che guidano la nuova VF-22, sarebbe dovuta rimanere invariata. A seguito dell'invasione russa dell'Ucraina, nella terza giornata di test sul circuito di Catalogna, in Spagna, la squadra oscura il title sponsor Uralkali e rimuove i riferimenti alla bandiera russa sulla livrea della vettura. Qualche giorno dopo la scuderia termina la collaborazione con l'azienda. Successivamente, alla vigilia del secondo test pre-stagionale sul circuito del Bahrein, la scuderia interrompe unilateralmente anche il contratto del pilota titolare russo della scuderia, Nikita Mazepin, anche per via della cessazione del rapporto con Uralkali, che sosteneva la carriera del pilota. Il suo sostituto è il danese Kevin Magnussen, che torna a guidare per il team statunitense a distanza di due stagioni.
L'avvio di stagione, grazie anche ad un significativo cambio di regolamenti, mostra una netta crescita di prestazioni, con il raggiungimento di buoni risultati sia in qualifica che in gara sin dal primo appuntamento stagionale, nel quale Magnussen conquista la quinta posizione, miglior piazzamento per la scuderia dal 2018. Il danese arriva a punti anche in Arabia Saudita e in Emilia-Romagna (sia nella Sprint Race che in gara). In Canada nessuno dei due piloti conquista punti, ma in qualifica riescono a conquistare a sorpresa l'intera terza fila, con Magnussen davanti a Schumacher, sfruttando le condizioni atmosferiche variabili. Dopo una serie di gare sfortunate, nel Gran Premio di Gran Bretagna Mick Schumacher chiude ottavo, conquistando i suoi primi punti in Formula 1, e Magnussen decimo. Si tratta del primo doppio piazzamento tra i primi dieci dal Gran Premio di Germania 2019. La striscia positiva prosegue anche in Austria: nella Sprint Race Magnussen chiude settimo, conquistando due punti, con Schumacher nono, mentre in gara il tedesco chiude sesto, con il danese ottavo.
Nelle qualifiche del Gran Premio di San Paolo Kevin Magnussen, sfruttando le condizioni atmosferiche variabili, regala alla Haas la prima pole position della sua storia, anche se nel prosieguo del weekend sarà meno fortunato, arrivando ottavo nella Sprint Race e ritirandosi poco dopo la partenza in gara.
La settima stagione della Haas in Formula 1 la vede risalire in ottava posizione nel mondiale costruttori con un totale di 37 punti.

#### 2023

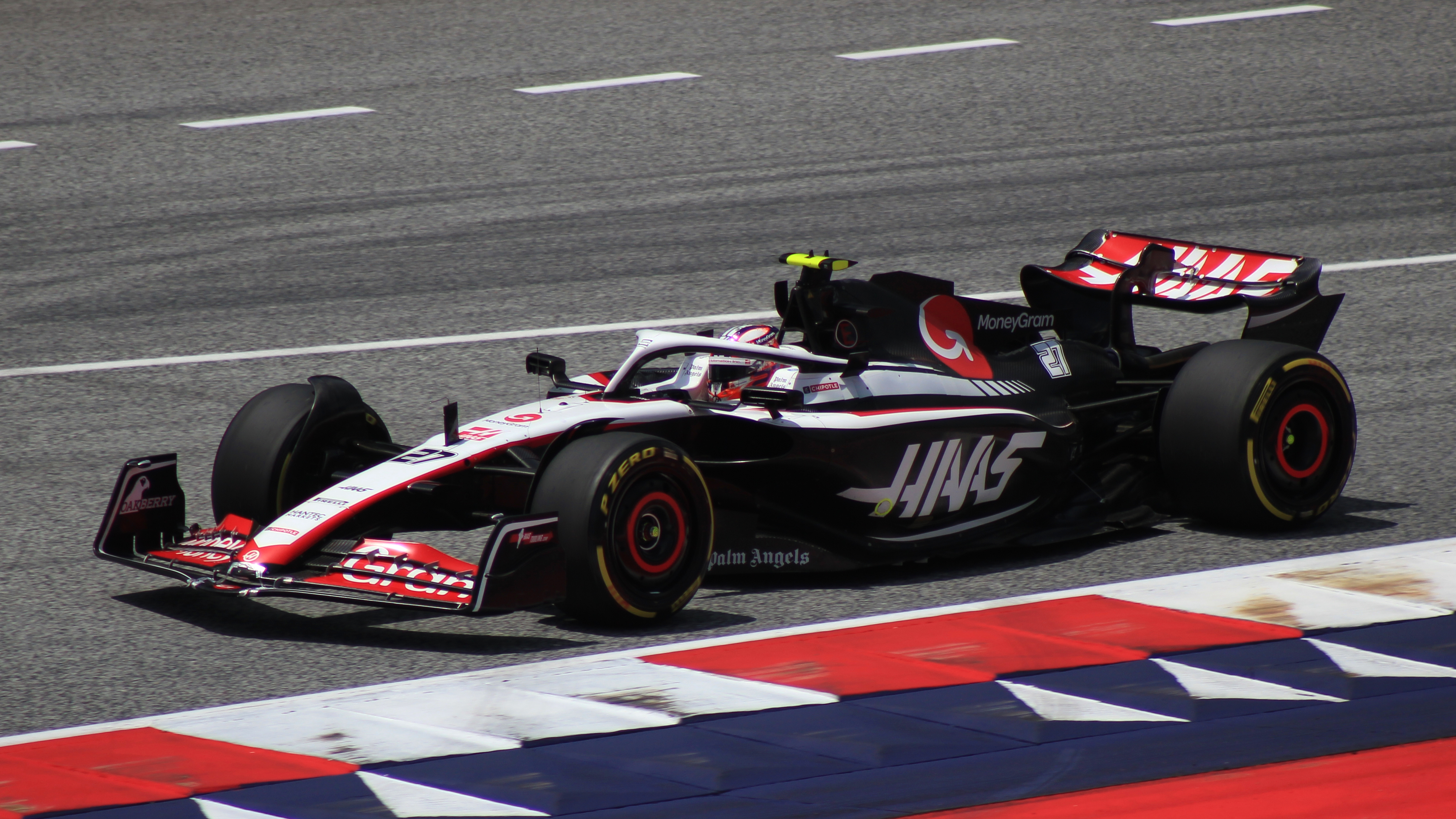
Hülkenberg in Austria nel 2023

Nella stagione 2023 avviene un cambio nella line-up dei piloti: dopo due stagioni Mick Schumacher, nuovo terzo pilota di Mercedes, McLaren e Williams, viene avvicendato da Nico Hülkenberg, reduce da tre anni come pilota di riserva di Racing Point prima e Aston Martin poi, al fianco del confermato Kevin Magnussen. Il 20 ottobre 2022 la scuderia annuncia il nuovo title sponsor MoneyGram, venendo rinominata da quest'anno MoneyGram Haas F1 Team. Il team americano rispetto allo scorso mondiale sembra meno competitivo, e solo raramente riesce a giungere tra i primi dieci. I pochi punti totalizzati nella prima metà del campionato portano soprattutto la firma di Hülkenberg, mentre Magnussen appare in difficoltà, nonostante un brillante quarto posto ottenuto in qualifica al Gran Premio di Miami. Al rientro dopo la pausa estiva, la scuderia agguanta la zona punti soltanto in un'occasione: il decimo posto di Magnussen a Singapore.
L'ottava stagione della Haas in Formula 1 si rivela molto deludente, vedendola scivolare di nuovo al decimo e ultimo posto nel mondiale costruttori con un totale di appena 12 punti.

#### 2024
Confermata anche nel 2024 la line-up di piloti formata da Kevin Magnussen e Nico Hülkenberg. Svolta importante invece nella direzione della squadra: in seguito ad attriti con il proprietario Gene Haas, il team principal italiano Günther Steiner abbandona il suo ruolo, ricoperto fin dalla stagione di debutto. Al suo posto viene promosso il giapponese Ayao Komatsu, già presente nella scuderia statunitense dal 2016 in qualità di responsabile degli ingegneri di pista. La stagione si rivela migliore di quella precedente, e nella prima metà del mondiale la Haas totalizza già più punti di tutto il 2023, soprattutto con Hülkenberg, autore di due brillanti sesti posti consecutivi in Austria e in Gran Bretagna. Alla luce del raggiungimento del punteggio massimo consentito sulla superlicenza, dopo una serie di penalità ricevute, Magnussen è costretto a saltare il Gran Premio d'Azerbaigian. Al suo posto viene chiamato il giovane collaudatore britannico Oliver Bearman, già protagonista in questo campionato di una gara con la Ferrari in sostituzione di Carlos Sainz Jr. Conclude la corsa decimo, diventando così il primo pilota nella storia ad aver ottenuto punti nelle sue prime due gare in Formula 1 con due scuderie diverse. Lo stesso Bearman, già annunciato come titolare nel 2025, sostituisce il pilota danese anche nel Gran Premio di San Paolo, per via di un malore. Ad Abu Dhabi, atto conclusivo del campionato, Magnussen ottiene il giro più veloce della gara, il terzo nella storia del team americano.
La nona stagione della Haas in Formula 1 si rivela nel complesso positiva, il totale di 58 punti conquistati le permettono di risalire in settima posizione nella classifica costruttori.

#### 2025

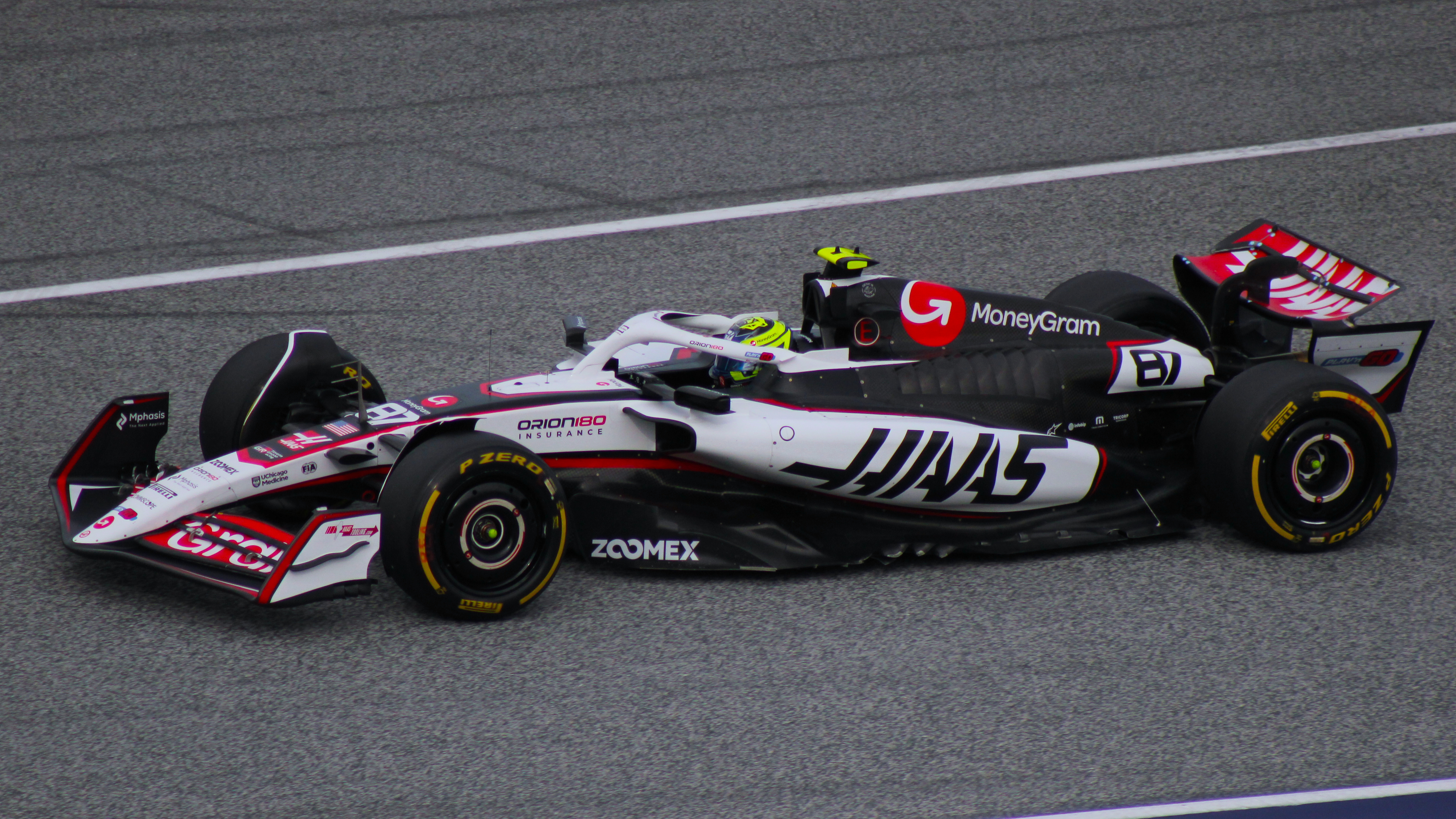
Bearman in Austria nel 2025

Il 2025 vede una rivoluzione della line-up dei piloti per la Haas: Kevin Magnussen e Nico Hülkenberg (quest'ultimo trasferitosi alla Sauber) vengono sostituiti dal francese Esteban Ocon, proveniente dall'Alpine, e dal britannico Oliver Bearman, che ha già avuto modo di esordire nel 2024 al volante della vettura statunitense. Nella prima parte della stagione il rendimento della scuderia è generalmente positivo, grazie soprattutto all'esperto Ocon, spesso in zona punti, e a qualche spunto interessante da parte del giovane Bearman.

## Gestione Sportiva
- Piloti: Esteban Ocon, Oliver Bearman
- Team Principal: Ayao Komatsu
- Presidente: Gene Haas
- Vicepresidente: Matt Borland
- CEO: Joe Custer
- Responsabile ingegneri di gara: Francesco Nenci
- Direttore sportivo: Mark Lowe
- Capo progettista: Tom Coupland
- Capo settore aerodinamico: Ben Agathangelou
- Direttore tecnico: Andrea De Zordo
- Direttore marketing: Adam Jacobs
- Collaudatori: Ryō Hirakawa

## Statistiche

### Pole position
| Anno | Pole position |
| ---- | ------------- |
| 2022 | San Paolo     |

### Giri veloci
| Anno | Giro veloce |
| ---- | ----------- |
| 2018 | Singapore   |
| 2019 | Singapore   |
| 2024 | Abu Dhabi   |

## Piloti
| Pilota            | Anni                 | Gran Premi | GP vinti | GP a podio | Pole position | Giri veloci | Punti |
| ----------------- | -------------------- | ---------- | -------- | ---------- | ------------- | ----------- | ----- |
| Kevin Magnussen   | 2017-2020, 2022-2024 | 145        | 0        | 0          | 1             | 3           | 140   |
| Romain Grosjean   | 2016-2020            | 96         | 0        | 0          | 0             | 0           | 104   |
| Nico Hülkenberg   | 2023-2024            | 46         | 0        | 0          | 0             | 0           | 50    |
| Mick Schumacher   | 2021-2022            | 43         | 0        | 0          | 0             | 0           | 12    |
| Esteban Gutiérrez | 2016                 | 21         | 0        | 0          | 0             | 0           | 0     |
| Nikita Mazepin    | 2021                 | 21         | 0        | 0          | 0             | 0           | 0     |
| Oliver Bearman    | 2024, 2025-          | 16         | 0        | 0          | 0             | 0           | 9     |
| Esteban Ocon      | 2025-                | 14         | 0        | 0          | 0             | 0           | 27    |
| Pietro Fittipaldi | 2020                 | 2          | 0        | 0          | 0             | 0           | 0     |

## Risultati in Formula 1
| Anno | Vettura | Motore        | Gomme | Piloti    |     |     |    |    |     |    |    |    |    |     |    |    |    |    |    |     |    |     |    |     |    |  |  |  | Punti | Pos. |
| ---- | ------- | ------------- | ----- | --------- | --- | --- | -- | -- | --- | -- | -- | -- | -- | --- | -- | -- | -- | -- | -- | --- | -- | --- | -- | --- | -- |  |  |  | ----- | ---- |
| 2016 | VF-16   | Ferrari 059/5 | P     | Grosjean  | 6   | 5   | 19 | 8  | Rit | 13 | 14 | 13 | 7  | Rit | 14 | 13 | 13 | 11 | NP | Rit | 11 | 10  | 20 | NP  | 11 |  |  |  | 29    | 8º   |
| 2016 | VF-16   | Ferrari 059/5 | P     | Gutiérrez | Rit | Rit | 14 | 17 | 11  | 11 | 13 | 16 | 11 | 16  | 13 | 11 | 12 | 13 | 11 | Rit | 20 | Rit | 19 | Rit | 12 |  |  |  | 29    | 8º   |

| Anno | Vettura | Motore      | Gomme | Piloti    |     |    |     |     |    |    |    |    |     |    |     |    |    |     |    |   |    |    |     |    |  |  |  |  | Punti | Pos. |
| ---- | ------- | ----------- | ----- | --------- | --- | -- | --- | --- | -- | -- | -- | -- | --- | -- | --- | -- | -- | --- | -- | - | -- | -- | --- | -- |  |  |  |  | ----- | ---- |
| 2017 | VF-17   | Ferrari 062 | P     | Grosjean  | Rit | 11 | 8   | Rit | 10 | 8  | 10 | 13 | 6   | 13 | Rit | 7  | 15 | 9   | 13 | 9 | 14 | 15 | 15  | 11 |  |  |  |  | 47    | 8º   |
| 2017 | VF-17   | Ferrari 062 | P     | Magnussen | Rit | 8  | Rit | 13  | 14 | 10 | 12 | 7  | Rit | 12 | 13  | 15 | 11 | Rit | 12 | 8 | 16 | 8  | Rit | 13 |  |  |  |  | 47    | 8º   |

| Anno | Vettura | Motore          | Gomme | Piloti    |     |    |    |     |     |    |    |    |   |     |    |    |   |    |    |    |     |     |    |   |    |  |  |  | Punti | Pos. |
| ---- | ------- | --------------- | ----- | --------- | --- | -- | -- | --- | --- | -- | -- | -- | - | --- | -- | -- | - | -- | -- | -- | --- | --- | -- | - | -- |  |  |  | ----- | ---- |
| 2018 | VF-18   | Ferrari 062 EVO | P     | Grosjean  | Rit | 13 | 17 | Rit | Rit | 15 | 12 | 11 | 4 | Rit | 6  | 10 | 7 | SQ | 15 | 11 | 8   | Rit | 16 | 8 | 9  |  |  |  | 93    | 5º   |
| 2018 | VF-18   | Ferrari 062 EVO | P     | Magnussen | Rit | 5  | 10 | 13  | 6   | 13 | 13 | 6  | 5 | 9   | 11 | 7  | 8 | 16 | 18 | 8  | Rit | SQ  | 15 | 9 | 10 |  |  |  | 93    | 5º   |

| Anno | Vettura | Motore      | Gomme | Piloti    |     |     |    |     |    |    |    |     |    |     |   |     |    |     |    |     |    |    |     |    |    |  |  |  | Punti | Pos. |
| ---- | ------- | ----------- | ----- | --------- | --- | --- | -- | --- | -- | -- | -- | --- | -- | --- | - | --- | -- | --- | -- | --- | -- | -- | --- | -- | -- |  |  |  | ----- | ---- |
| 2019 | VF-19   | Ferrari 064 | P     | Grosjean  | Rit | Rit | 11 | Rit | 10 | 10 | 14 | Rit | 16 | Rit | 7 | Rit | 13 | 16  | 11 | Rit | 13 | 17 | 15  | 13 | 15 |  |  |  | 28    | 9º   |
| 2019 | VF-19   | Ferrari 064 | P     | Magnussen | 6   | 13  | 13 | 13  | 7  | 14 | 17 | 17  | 19 | Rit | 8 | 13  | 12 | Rit | 17 | 9   | 15 | 15 | 18* | 11 | 14 |  |  |  | 28    | 9º   |

| Anno | Vettura | Motore      | Gomme | Piloti     |     |    |    |     |     |    |    |     |     |    |    |    |     |     |     |     |     |  |  |  |  |  |  |  | Punti | Pos. |
| ---- | ------- | ----------- | ----- | ---------- | --- | -- | -- | --- | --- | -- | -- | --- | --- | -- | -- | -- | --- | --- | --- | --- | --- |  |  |  |  |  |  |  | ----- | ---- |
| 2020 | VF-20   | Ferrari 065 | P     | Grosjean   | Rit | 13 | 16 | 16  | 16  | 19 | 15 | 12  | 12  | 17 | 9  | 17 | 14  | Rit | Rit | INF | INF |  |  |  |  |  |  |  | 3     | 9º   |
| 2020 | VF-20   | Ferrari 065 | P     | Fittipaldi |     |    |    |     |     |    |    |     |     |    |    |    |     |     |     | 17  | 19  |  |  |  |  |  |  |  | 3     | 9º   |
| 2020 | VF-20   | Ferrari 065 | P     | Magnussen  | Rit | 12 | 10 | Rit | Rit | 15 | 17 | Rit | Rit | 12 | 13 | 16 | Rit | 17* | 17  | 15  | 18  |  |  |  |  |  |  |  | 3     | 9º   |

| Anno | Vettura | Motore      | Gomme | Piloti     |     |    |    |    |    |    |    |    |    |    |     |    |     |     |     |    |    |     |    |    |     |    |  |  | Punti | Pos. |
| ---- | ------- | ----------- | ----- | ---------- | --- | -- | -- | -- | -- | -- | -- | -- | -- | -- | --- | -- | --- | --- | --- | -- | -- | --- | -- | -- | --- | -- |  |  | ----- | ---- |
| 2021 | VF-21   | Ferrari 066 | P     | Mazepin    | Rit | 17 | 19 | 19 | 17 | 14 | 20 | 18 | 19 | 17 | Rit | 17 | Rit | Rit | 18  | 20 | 17 | 18  | 17 | 18 | Rit | NP |  |  | 0     | 10º  |
| 2021 | VF-21   | Ferrari 066 | P     | Schumacher | 16  | 16 | 17 | 18 | 18 | 13 | 19 | 16 | 18 | 18 | 12  | 16 | 18  | 15  | Rit | 19 | 16 | Rit | 18 | 16 | Rit | 14 |  |  | 0     | 10º  |

| Anno | Vettura | Motore        | Gomme | Piloti     |    |    |    |    |     |    |     |     |     |    |    |     |    |    |    |    |    |    |    |    |      |    |  |  | Punti | Pos. |
| ---- | ------- | ------------- | ----- | ---------- | -- | -- | -- | -- | --- | -- | --- | --- | --- | -- | -- | --- | -- | -- | -- | -- | -- | -- | -- | -- | ---- | -- |  |  | ----- | ---- |
| 2022 | VF-22   | Ferrari 066/7 | P     | Magnussen  | 5  | 9  | 14 | 98 | 16* | 17 | Rit | Rit | 17  | 10 | 87 | Rit | 16 | 16 | 15 | 16 | 12 | 14 | 9  | 17 | Rit8 | 17 |  |  | 37    | 8º   |
| 2022 | VF-22   | Ferrari 066/7 | P     | Schumacher | 11 | NP | 13 | 17 | 15  | 14 | Rit | 14  | Rit | 8  | 6  | 15  | 14 | 17 | 13 | 12 | 13 | 17 | 15 | 16 | 13   | 16 |  |  | 37    | 8º   |

| Anno | Vettura | Motore         | Gomme | Piloti     |    |    |     |    |    |     |    |    |      |     |    |    |    |    |    |    |    |    |     |     |     |    |  |  | Punti | Pos. |
| ---- | ------- | -------------- | ----- | ---------- | -- | -- | --- | -- | -- | --- | -- | -- | ---- | --- | -- | -- | -- | -- | -- | -- | -- | -- | --- | --- | --- | -- |  |  | ----- | ---- |
| 2023 | VF-23   | Ferrari 066/10 | P     | Magnussen  | 13 | 10 | 17* | 13 | 10 | 19* | 18 | 17 | 18   | Rit | 17 | 15 | 16 | 18 | 10 | 15 | 14 | 14 | Rit | Rit | 13  | 20 |  |  | 12    | 10º  |
| 2023 | VF-23   | Ferrari 066/10 | P     | Hülkenberg | 15 | 12 | 7   | 17 | 15 | 17  | 15 | 15 | Rit6 | 13  | 14 | 18 | 12 | 17 | 13 | 14 | 16 | 11 | 13  | 12  | 19* | 15 |  |  | 12    | 10º  |

| Anno | Vettura | Motore         | Gomme | Piloti     |    |    |    |    |    |     |    |     |    |    |   |    |    |    |    |    |    |     |     |   |    |    |      |    | Punti | Pos. |
| ---- | ------- | -------------- | ----- | ---------- | -- | -- | -- | -- | -- | --- | -- | --- | -- | -- | - | -- | -- | -- | -- | -- | -- | --- | --- | - | -- | -- | ---- | -- | ----- | ---- |
| 2024 | VF-24   | Ferrari 066/12 | P     | Magnussen  | 12 | 12 | 10 | 13 | 16 | 19  | 12 | Rit | 12 | 17 | 8 | 12 | 15 | 14 | 18 | 10 | ES | 19* | 117 | 7 |    | 12 | 9    | 16 | 58    | 7º   |
| 2024 | VF-24   | Ferrari 066/12 | P     | Bearman    |    |    |    |    |    |     |    |     |    |    |   |    |    |    |    |    | 10 |     |     |   | 12 |    |      |    | 58    | 7º   |
| 2024 | VF-24   | Ferrari 066/12 | P     | Hülkenberg | 16 | 10 | 9  | 11 | 10 | 117 | 11 | Rit | 11 | 11 | 6 | 6  | 13 | 18 | 11 | 17 | 11 | 9   | 8   | 9 | SQ | 8  | Rit7 | 8  | 58    | 7º   |

| Anno | Vettura | Motore         | Gomme | Piloti  |    |   |    |    |    |     |     |    |    |    |    |    |     |     |  |  |  |  |  |  |  |  |  |  | Punti | Pos. |
| ---- | ------- | -------------- | ----- | ------- | -- | - | -- | -- | -- | --- | --- | -- | -- | -- | -- | -- | --- | --- |  |  |  |  |  |  |  |  |  |  | ----- | ---- |
| 2025 | VF-25   | Ferrari 066/15 | P     | Ocon    | 13 | 5 | 18 | 8  | 14 | 12  | Rit | 7  | 16 | 9  | 10 | 13 | 155 | 16  |  |  |  |  |  |  |  |  |  |  | 35    |      |
| 2025 | VF-25   | Ferrari 066/15 | P     | Bearman | 14 | 8 | 10 | 10 | 13 | Rit | 17  | 12 | 17 | 11 | 11 | 11 | 117 | Rit |  |  |  |  |  |  |  |  |  |  | 35    |      |

| Legenda | 1º posto     | 2º posto | 3º posto    | A punti         | Senza punti/Non class.  | Grassetto – Pole position Corsivo – Giro più veloce Apice – Risultato Sprint (A punti) |
| Legenda | Squalificato | Ritirato | Non partito | Non qualificato | Solo prove/Terzo pilota | Grassetto – Pole position Corsivo – Giro più veloce Apice – Risultato Sprint (A punti) |

* – Indica il pilota ritirato ma ugualmente classificato avendo coperto, come previsto dal regolamento, almeno il 90% della distanza di gara.

## Loghi

Il logo di Haas F1 Team usato dal 2016 al 2018, nel 2020 e nel 2022
Il composit logo di Rich Energy Haas F1 Team usato nella prima parte della stagione 2019
Il logo di Haas F1 Team usato nella seconda parte della stagione 2019
Il composit logo di Uralkali Haas F1 Team usato nella stagione 2021
Il composit logo di MoneyGram Haas F1 Team in uso dal 2023